# 梶川伸一
梶川 伸一（かじかわ しんいち、1949年 - ）は、日本の歴史学者。専門は、ロシア・ソ連史。
京都大学大学院文学研究科博士課程満期退学。名城大学講師・助教授を経て、現在、金沢大学文学部教授。
2000年 京都大学 博士（文学）　「飢餓の革命 : : ロシア十月革命と農民 」。

## 著書

### 単著
- 『飢餓の革命――ロシア十月革命と農民』（名古屋大学出版会、1997年）
- 『ボリシェヴィキ権力とロシア農民――戦時共産主義下の農村』（ミネルヴァ書房、1998年）
- 『幻想の革命――十月革命からネップへ』（京都大学学術出版会、2004年）

### 訳書
- ブライアン・キャッチポール『アトラス現代史（3）ソ連』（創元社、1989年）
- セルゲイ・ペトローヴィッチ・メリグーノフ『ソヴェト=ロシアにおける赤色テロル(1918～23)――レーニン時代の弾圧システム』（社会評論社、2010年）